# Gudrun Fandrey
Gudrun Fandrey ist eine ehemalige deutsche Handballspielerin.
1979 gewann Fandrey mit dem VfL Oldesloe die deutsche Meisterschaft der A-Jugend. Die Torhüterin schloss sich 1989 dem Bundesliga-Aufsteiger TuS Alstertal an, vorher spielte sie beim TH Eilbeck. Das Spieljahr 1989/90 endete mit dem Bundesliga-Abstieg. Später wurde sie Vorsitzende des VfL Oldesloe.